# Hilda Doolittle
Hilda Doolittle (ur. 1886 w Bethlehem, Pensylwania, zm. 1961 w Zurychu, Szwajcaria) – amerykańska poetka, powieściopisarka i autorka wspomnień. Posługiwała się inicjałami H.D.

## Życiorys
Hilda Doolittle urodziła się 10 września 1886 roku w miejscowości Betlehem w stanie Pennsylvania. Jej matka była ewangeliczką z kościoła Braci morawskich. Wychowywała się w Filadelfii, gdzie jej ojciec był dyrektorem obserwatorium astronomicznego. Jako młoda kobieta zaprzyjaźniła się z Marianne Moore i Ezrą Poundem. W 1913 wyszła za mąż za poznanego w Londynie powieściopisarza Richarda Aldingtona. W 1919 roku urodziła córkę Frances Perditę, której ojcem był Cecil Gray, przyjaciel D.H. Lawrence'a. Była osobą otwarcie biseksualną. Zmarła w Zurychu 27 września 1961 roku.

## Twórczość
Początkowo Hilda Doolittle była związana z imagizmem, następnie z feministycznym nurtem modernistycznej poezji i prozy. Debiutowała tomikiem Sea Garden w 1916 roku. Pisała zarówno wiersze jak i powieści, a także wspomnienia. Ważnym impulsem okazała się dla poetki II wojna światowa. Efektem jej wojennych doświadczeń jest tomik The Walls Do Not Fall z 1944 roku. Hilda Doolittle jest poza tym autorką między innymi poematu epickiego (Helen in Egipt). W jej twórczości ważną rolę odgrywają odniesienia do tradycji kultury europejskiej, zwłaszcza do mitologii greckiej i Biblii. W prozie posługiwała się techniką strumienia świadomości.
Na język polski wiersze H.D. tłumaczyli Leszek Engelking i Andrzej Szuba.